# Catégorie des espaces topologiques
En mathématiques, la catégorie des espaces topologiques est une construction qui rend compte abstraitement des propriétés générales observées dans l'étude des espaces topologiques. Ce n'est pas la seule catégorie qui possède les espaces topologiques comme objet, et ses propriétés générales sont trop faibles ; cela motive la recherche de « meilleures » catégories d'espaces. C'est un exemple de catégorie topologique.

## Définition
La catégorie des espaces topologiques est la catégorie Top défini ainsi :
- Les objets sont les espaces topologiques ;
- Les morphismes sont les applications continues entre tels espaces, la composition étant la composition usuelle des fonctions, et l'identité étant la fonction identité.

## Adjonctions
On dispose du foncteur d'oubli de Top dans la catégorie des ensembles consistant à ignorer la topologie :
{\displaystyle U:\mathrm {Top} \to \mathrm {Set} }
Ce foncteur forme un triplet d'adjonction
{\displaystyle D\dashv U\dashv I}
où D munit l'ensemble considéré de la topologie discrète, et I le munit de la topologie grossière. Ces deux foncteurs forment des plongements pleins de Set dans Top.

## Propriétés de la catégorie des espaces topologiques

### Propriétés catégoriques
- Top est une catégorie concrète ;
- Top est complète et cocomplète ;
- Top n'est pas une catégorie préadditive ;
- Top n'est pas cartésienne close, donc n'est pas un topos.

### Objets
- L'ensemble vide est l'objet initial de Top ;
- Le singleton est l'objet final de Top ;
- Top n'a pas d'objet zéro ;
- Top n'a pas d'objet exponentiel ;

### Morphismes
- Les monomorphismes de Top sont les applications continues injectives ;
- Les monomorphismes extrémaux sont réguliers et correspondent aux plongements ;
- Les épimorphismes de Top sont les applications continues surjectives ;
- Les épimorphismes extrémaux sont réguliers et correspondent aux applications quotient ;
- Les isomorphismes de Top sont les homéomorphismes ;
- Top n'admet pas de morphisme zéro.

### Limites
- Le produit dans Top correspond au produit cartésien muni de la topologie produit.
- L'égaliseur dans Top est l'égaliseur ensembliste muni de la topologie induite.
- Le coégaliseur dans Top est le coégaliseur ensembliste muni de la topologie quotient.
- La limite inductive dans Top correspond à la limite ensembliste munie de la topologie finale.
- La limite projective dans Top correspond à la limite ensembliste munie de la topologie initiale.